# Siège de Kimberley
Seconde guerre des Boers
Batailles
Raid Jameson (décembre 1895 - janvier 1896)
- Doornkop

Front ouest (octobre 1899 - juin 1900)
- Kraaipan
- Belmont
- Graspan
- Modder River
- Stormberg
- Magersfontein
- Kimberley
- Paardeberg
- Poplar Grove
- Driefontein
- Sand River
- Mafeking
- Doornkop
- Biddulphsberg
- Lindley
- Diamond Hill

Front est (octobre 1899 - août 1900)
- Talana Hill
- Elandslaagte
- Rietfontein
- Bataille de Ladysmith
- Colenso
- Spion Kop
- Vaal Krantz
- Siège de Ladysmith
- Libération de Ladysmith
- Bergendal

Raids et guérillas (mars 1900 - mai 1902)
- Sanna's Post
- Mostertshoek
- Jammerbergdrift
- Roodewal
- Bothaville
- Leliefontein
- Nooitgedacht
- Vlakfontein
- Groenkloof
- Elands River
- Bloedrivier Poort
- Bakenlaagte
- Groenkop
- Tweebosch
- Rooiwal

Le siège de Kimberley se tint au cours de la seconde guerre des Boers à Kimberley en Afrique du Sud.

## Préparation
Dès avant le début de la seconde guerre des Boers, Kimberley était le centre d'extraction des diamants de la compagnie De Beers. Cette entreprise s'était inquiétée de la défense de ses propriétés avant le déclenchement de la guerre, en particulier face à son voisin immédiat qu'était l'État libre d'Orange. En 1896, un dépôt d'armes fut constitué, un plan de défense élaboré et envoyé aux autorités de la ville, et une force de défense locale mise sur pied. Cependant, le Premier ministre du Cap de l'époque, William Philip Schreiner, ne prenait pas au sérieux une menace contre la ville et ne souhaitait pas armer la ville davantage.
Le 7 octobre 1899, la ville fut placée sous le commandement du Colonel Kekewich (en), et protégée contre un coup de main, bien que la ville ne se trouvait pas à l'époque assiégée. Près de 90 % de la garnison était composée de troupes irrégulières, alors que les armes et munitions étaient obsolètes et en quantités limitées. Cecil John Rhodes, fondateur de De Beers, arriva dans la ville le 13 octobre, juste avant la mise sous siège. L'essentiel des ressources et des hommes de la ville dépendant de De Beers, Rhodes fut de facto un acteur important de la défense de la ville organisée par le Colonel Robert Kekewich (en). Cependant, bien que la compagnie minière possédait l'essentiel des propriétés de la ville, la présence de Rhodes s'avéra être problématique car ses actions n'allaient pas toujours dans le sens décidé par les autorités militaires.

« Rhodes était revenu dans "sa" Kimberley et pour la première fois n'en était pas le maître. Il se retrouva en dictateur stérile en une situation trop contraignante pour exprimer pleinement vitalité mais suffisante que pour qu'elle ne s'éteigne pas. Il était soumis au commandement militaire, une situation frustrante pour un homme d'État distingué qui n'avait pas une haute opinion des compétences professionnelles de l'officier britannique. »

## Le siège

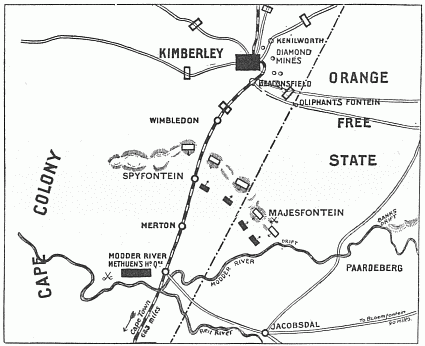
Progression de Modder River à Kimberley via Magersfontein

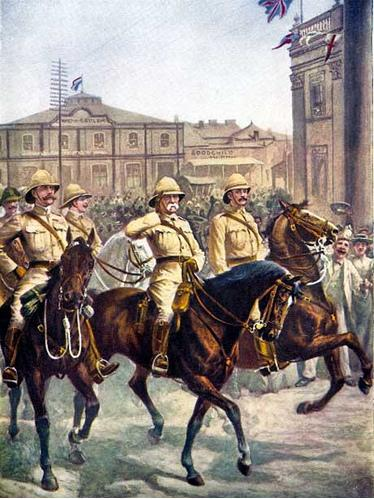
Lord Roberts entrant à Kimberley

Le 12 octobre, un train blindé entre Kimberley et Mafeking fut capturé par les Boers à Kraaipan. Lorsque le siège de Kimberley lui-même débuta le 6 novembre, la situation était favorable aux attaquants. Les Boers contrôlaient le chemin de fer entre le fleuve Orange et Mafeking, alors que les armes et les munitions manquaient à Kimberley.

Les femmes et les enfants étaient régulièrement envoyés dans les mines pour les protéger des bombardements. Les communications avec l'extérieur restèrent cependant possibles. Pour la première fois, l'eau des mines devint plus précieuse que les diamants qui s'y trouvaient.
Rhodes, en tant que civil piégé dans la ville et propriétaire des mines, avait son propre agenda. Ses préoccupations différaient de l'ambition britannique de redresser des torts au Transvaal. Il usa de sa position et de son influence pour demander que le siège soit levé avant que les Boers n'aient complètement encerclé la ville. Cependant, Kekewich était un homme au sang froid, et laissa entendre aux autorités du Cap que la situation n'était pas désespérée et que le siège pouvait être supporté pendant plusieurs semaines.
Les ressources de la compagnie De Beers furent utilisées pour fabriquer un canon lourd rapidement baptisé « Long Cecil », utilisé pour parer au canon des Boers surnommé « Long Tom ». Le canon boer avait été mis hors d'état lors d'un combat à Ladysmith, réparé à Pretoria, et amené à Kimberley où il causa à diverses reprises la panique dans la population.
Les opérations de libération furent entamées dès novembre, lorsque 8 000 soldats britanniques commandés par Lord Methuen commencèrent à suivre à pied la voie de chemin de fer, à partir du fleuve Orange, en direction de Kimberley. Après deux victoires faciles sur les Boers à Belmont le 23 novembre et Grapan le 25, ils furent lourdement défaits le 28 à Modder River, ainsi que le 11 décembre à Magersfontein, bataille qui fut l'une des trois, avec celles de Colenso et Stormberg, qui consacrèrent ce qui fut connu dans l'opinion publique britannique comme la semaine noire.
Lord Methuen dut attendre les renforts de Lord Roberts pour envisager de lever le siège.
Les boers assiégèrent la ville pendant 124 jours. Le siège ne fut levé le 15 février 1900 à la suite d'une manœuvre de contournement de la ville par l'est par la cavalerie de John French.
Les assiégeants boers se rendirent quelques jours plus tard lors de la bataille de Paardeberg.

## Lecture complémentaire
- (en) T. Phelan, The Siege of Kimberley, Dublin, M.H. Gill & Son, Ltd, 1913 (lire en ligne)

## Source
- Pakenham, Thomas, The Boer War, Cardinal, 1979,  (ISBN 0-7474-0976-5)